# Фауна Австралии

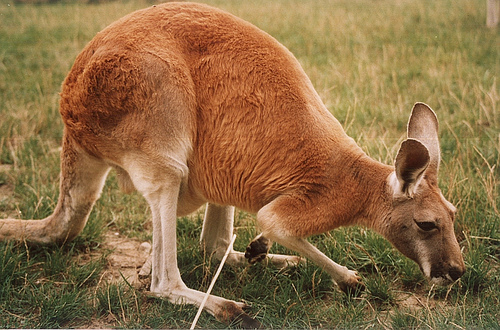
Рыжий кенгуру — символ Австралии и элемент её герба

Фа́уна Австра́лии включает в себя около 200 000 видов животных, среди которых большое количество является уникальными. 83 % млекопитающих, 89 % рептилий, 90 % рыб и насекомых и 93 % амфибий являются эндемиками для Австралии.

## Млекопитающие
Фауна Австралии включает 379 видов млекопитающих, в том числе 159 сумчатых, 76 рукокрылых и 69 грызунов. Эндемичными для материка являются несколько отрядов и семейств:
- Отряд Сумчатые кроты (Notoryctemorphia, 1 семейство, 1 род и 2 вида);
- Отряд Хищные сумчатые (Dasyuromorphia);
- Отряд Однопроходные (Monotremata). Утконосы и ехидны;
- Семейство Сумчатые волки (Thylacinidae), вымерли. 1 вид — Сумчатый волк, или тилацин (Thylacinus cynocephalus). Остров Тасмания;
- Семейство Сумчатые муравьеды (Myrmecobiidae) 1 вид в Австралии;
- Семейство Вомбаты (Vombatidae);
- Семейство Медведи сумчатые (Phascolarctidae). Коала, или сумчатый медведь (Phascolarctos cinereus).

### Фотографии млекопитающих Австралии

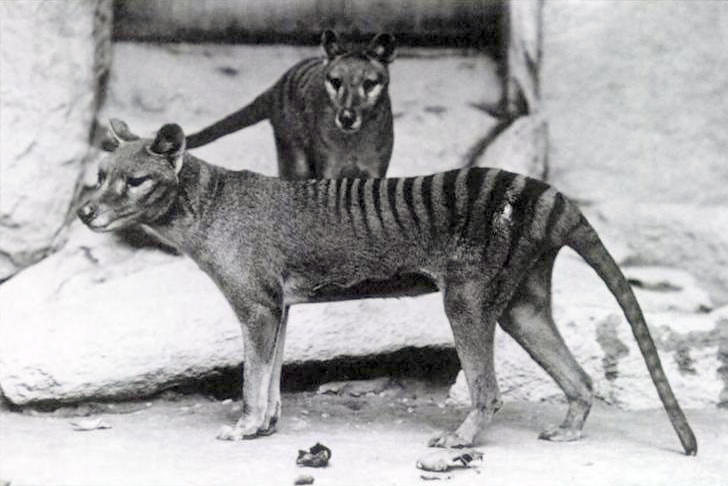
Тилацин, вымерший в 1936 году
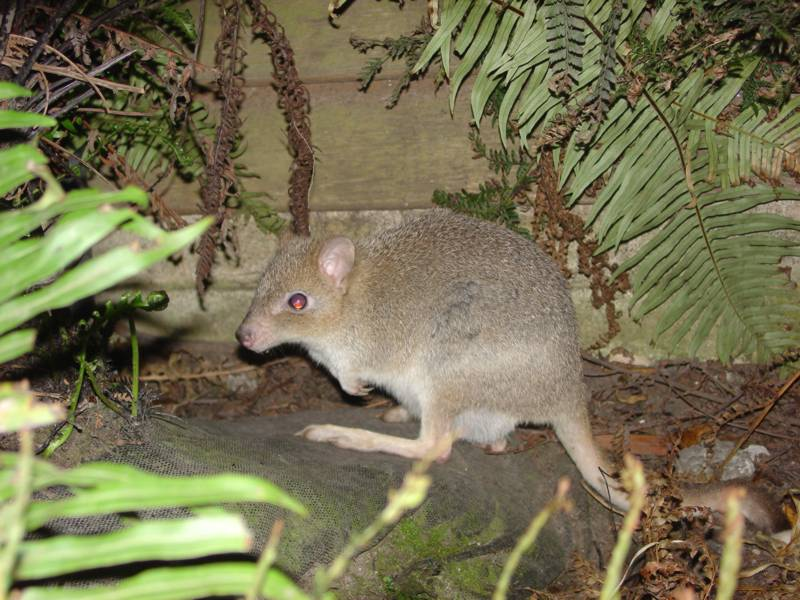
Короткомордый кенгуру
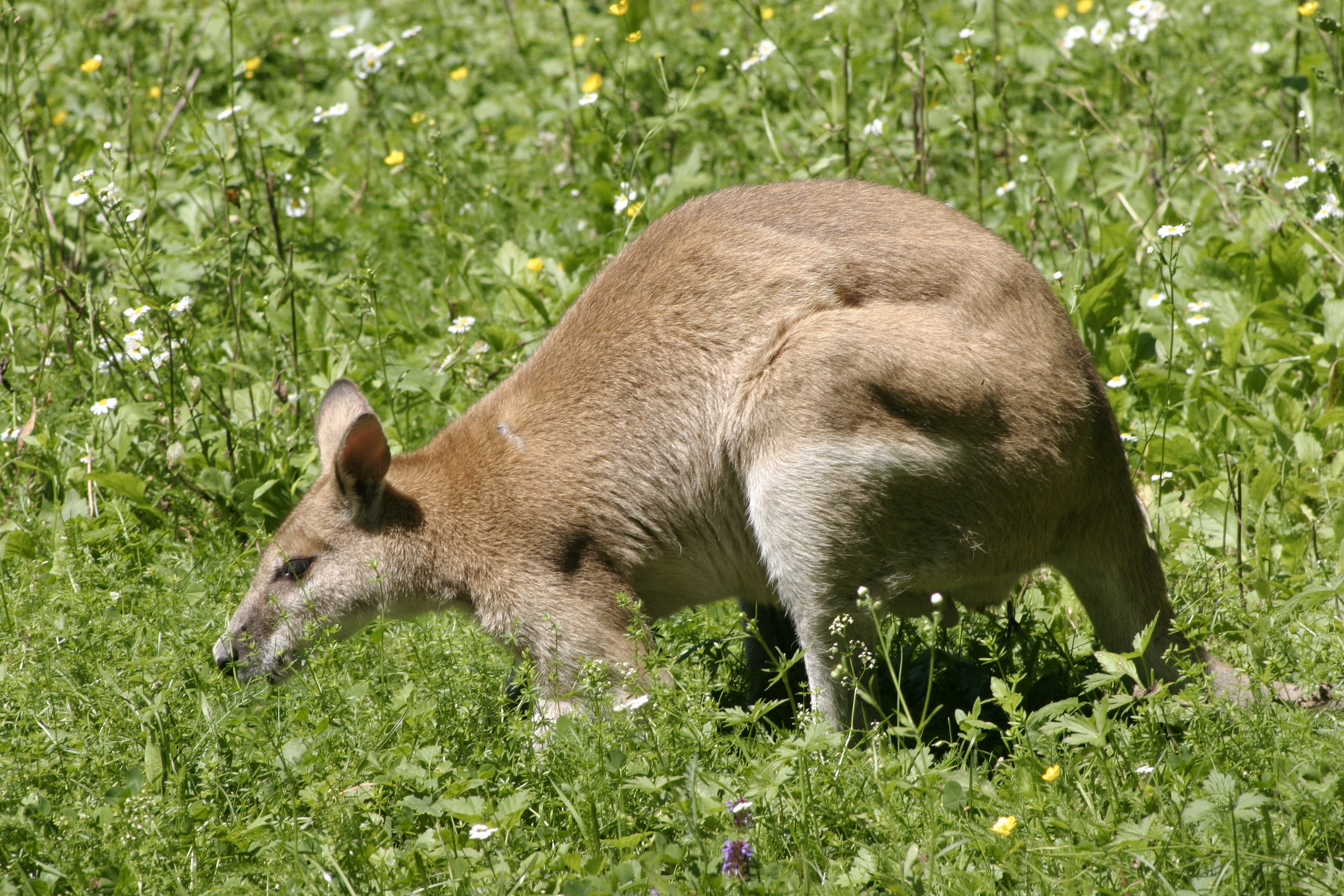
Прыткий валлаби, Notamacropus agilis
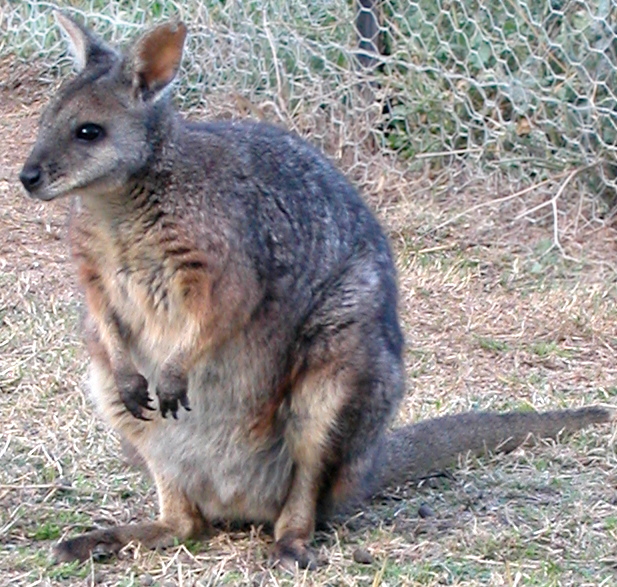
Кенгуру Евгении, Notamacropus eugenii
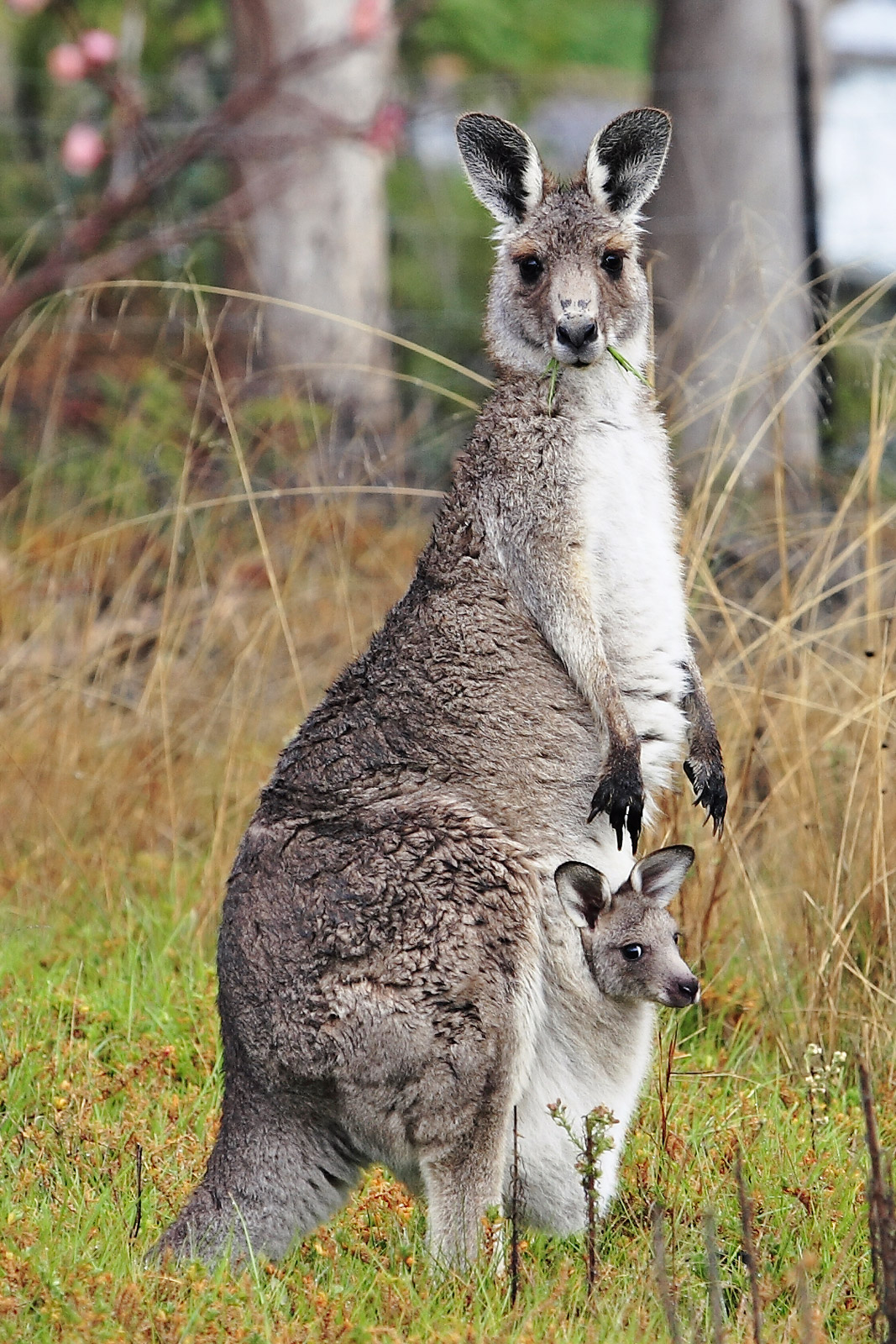
Восточный серый кенгуру, Macropus giganteus
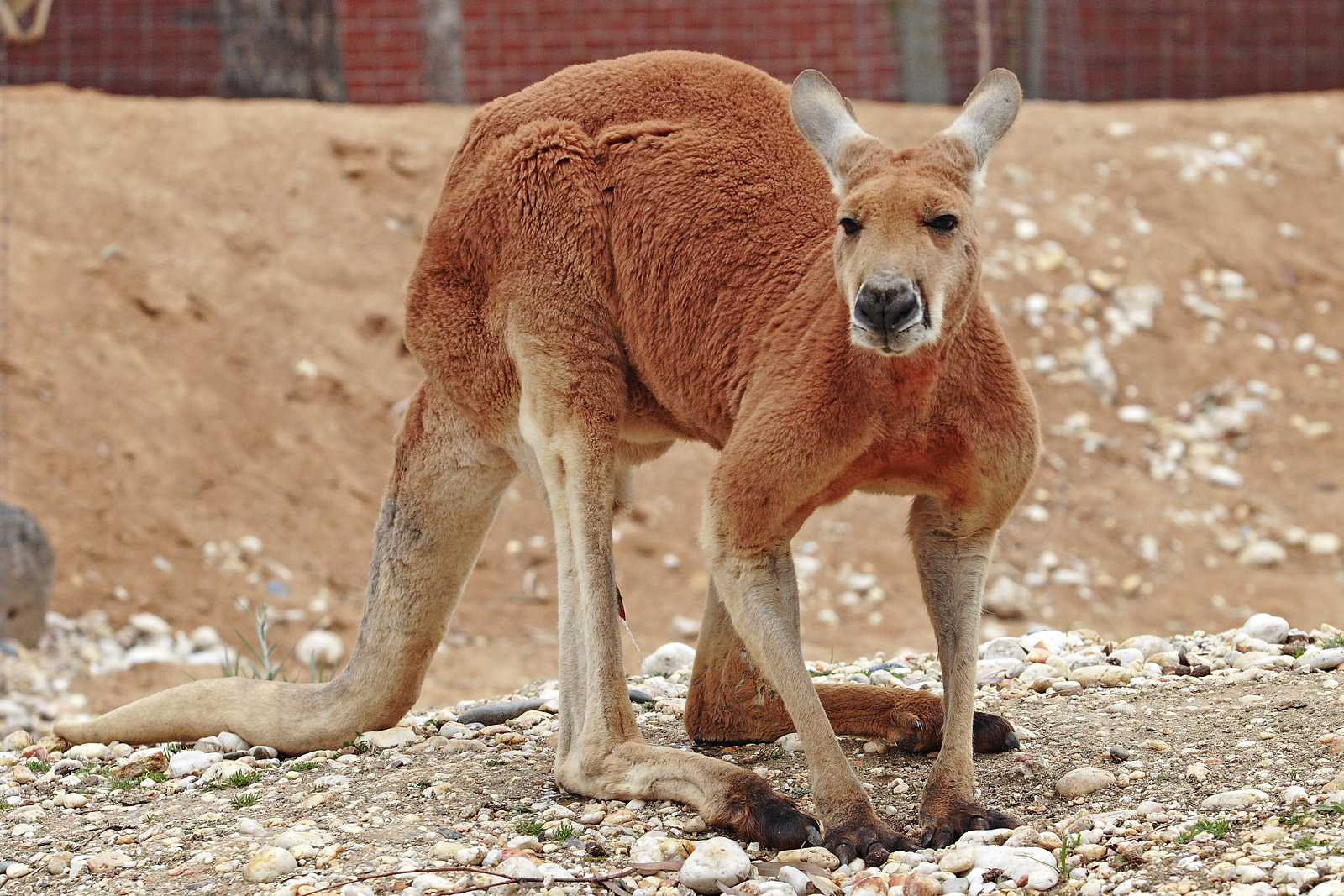
Большой рыжий кенгуру, Osphranter rufus
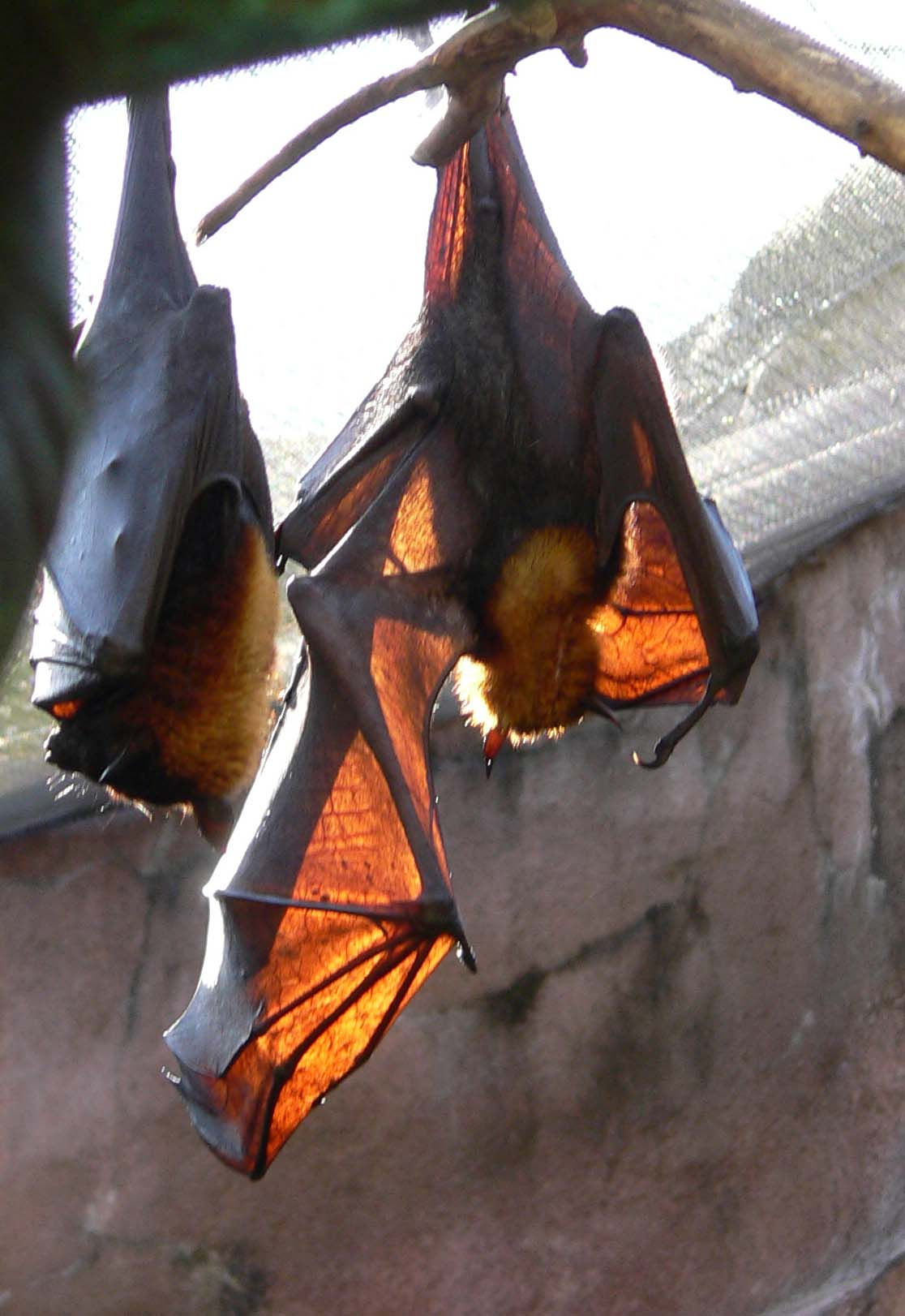
Калонг, Pteropus vampyrus
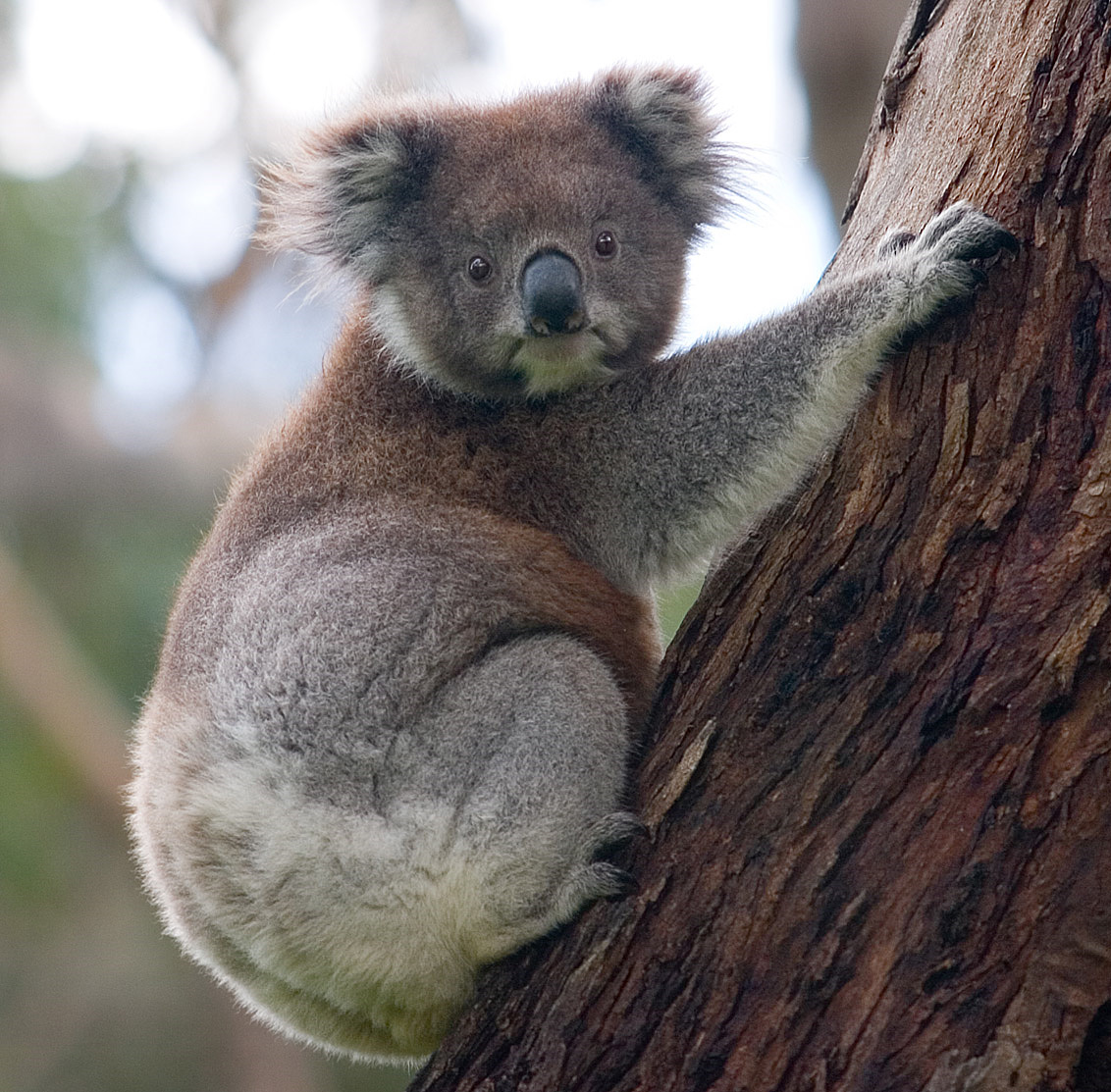
Коала, Phascolarctos cinereus
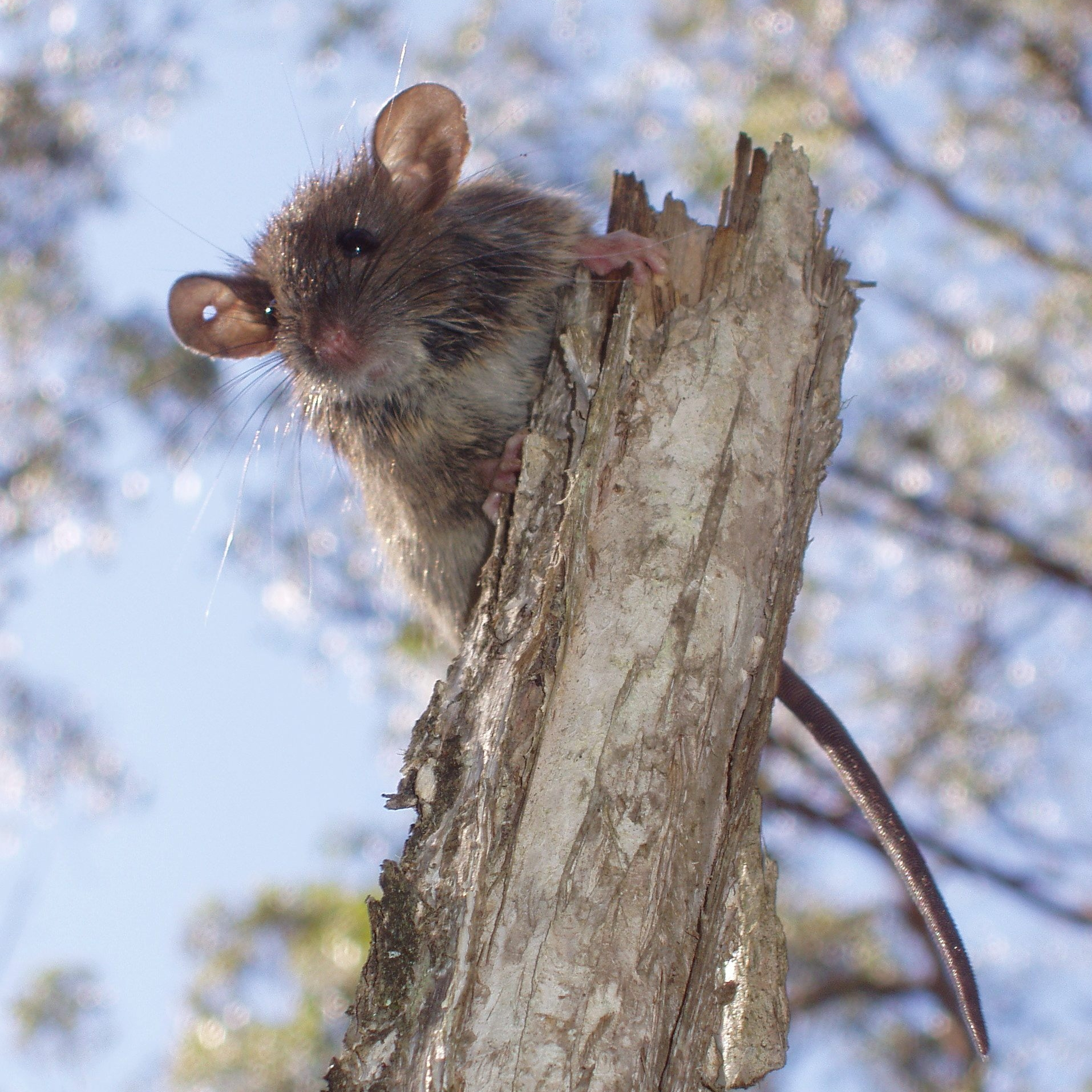
Rattus fuscipes
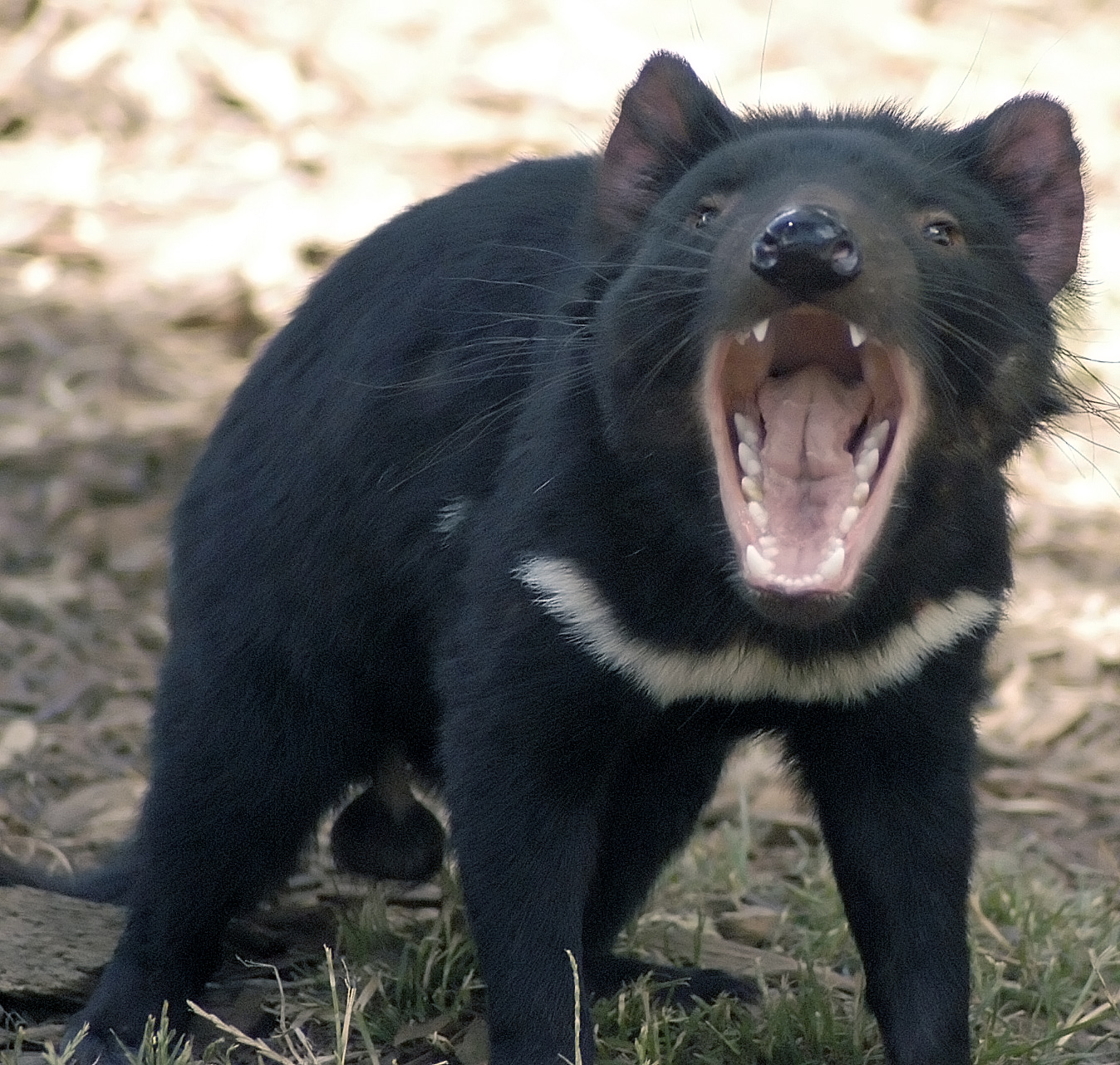
Тасманский дьявол, Sarcophilus harrisii
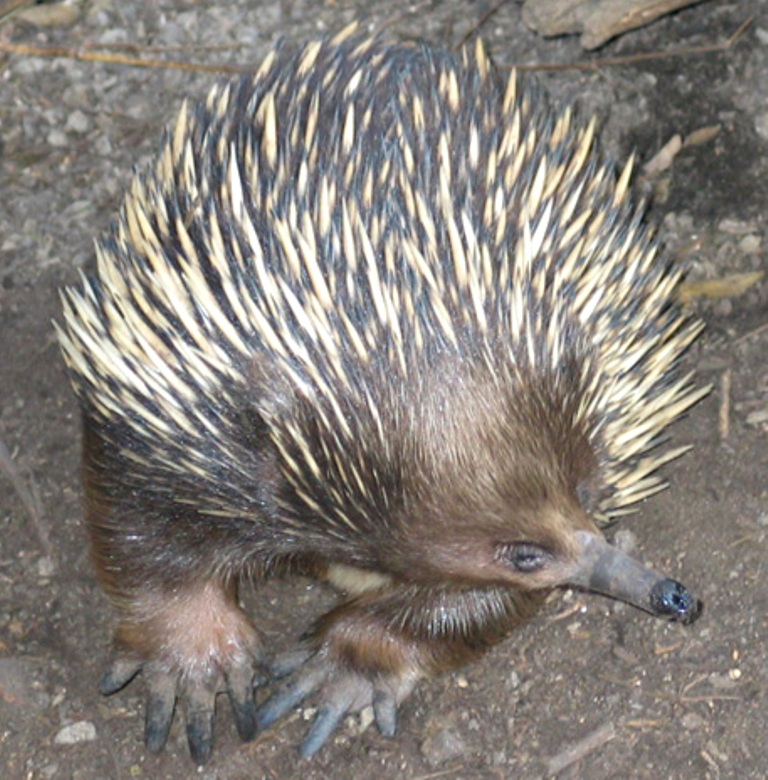
Ехидна, Tachyglossus aculeatus
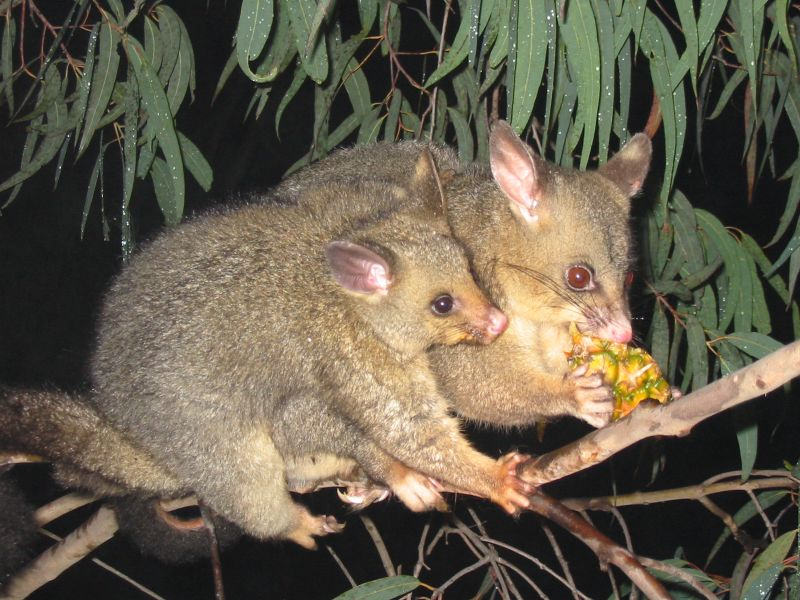
Лисий кузу (Trichosurus vulpecula)
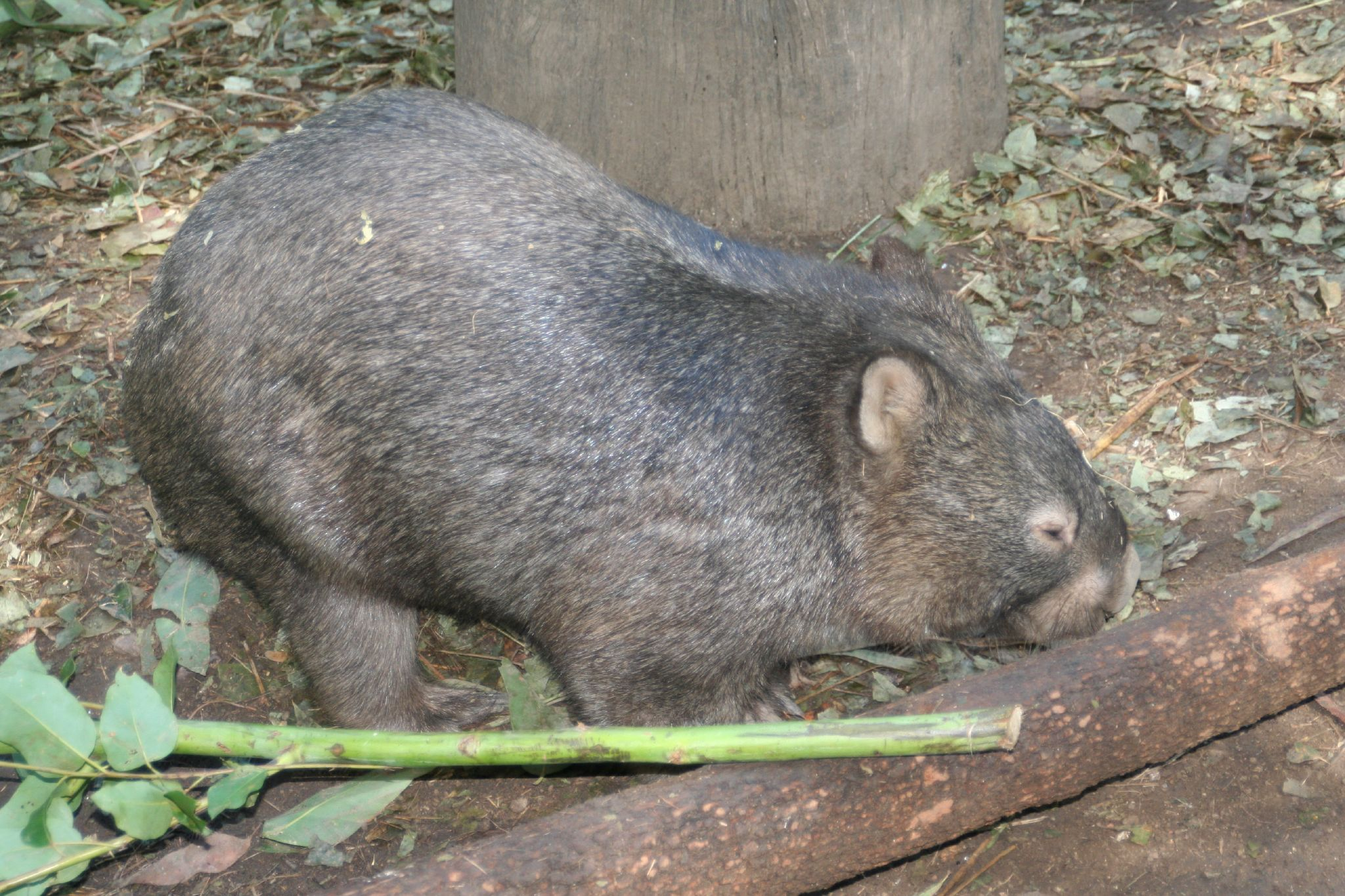
Вомбат, Vombatus ursinus
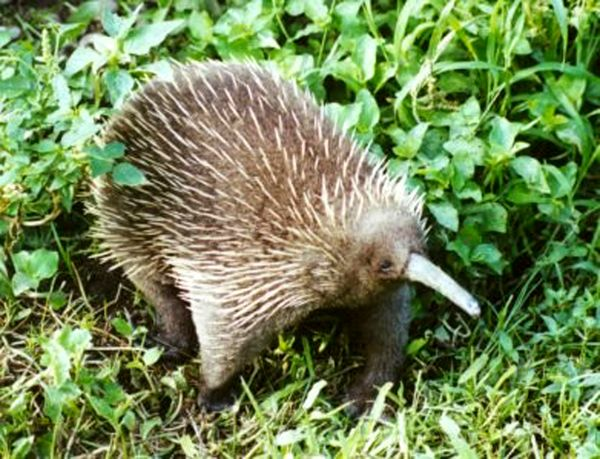
Проехидна, Zaglossus bruijni
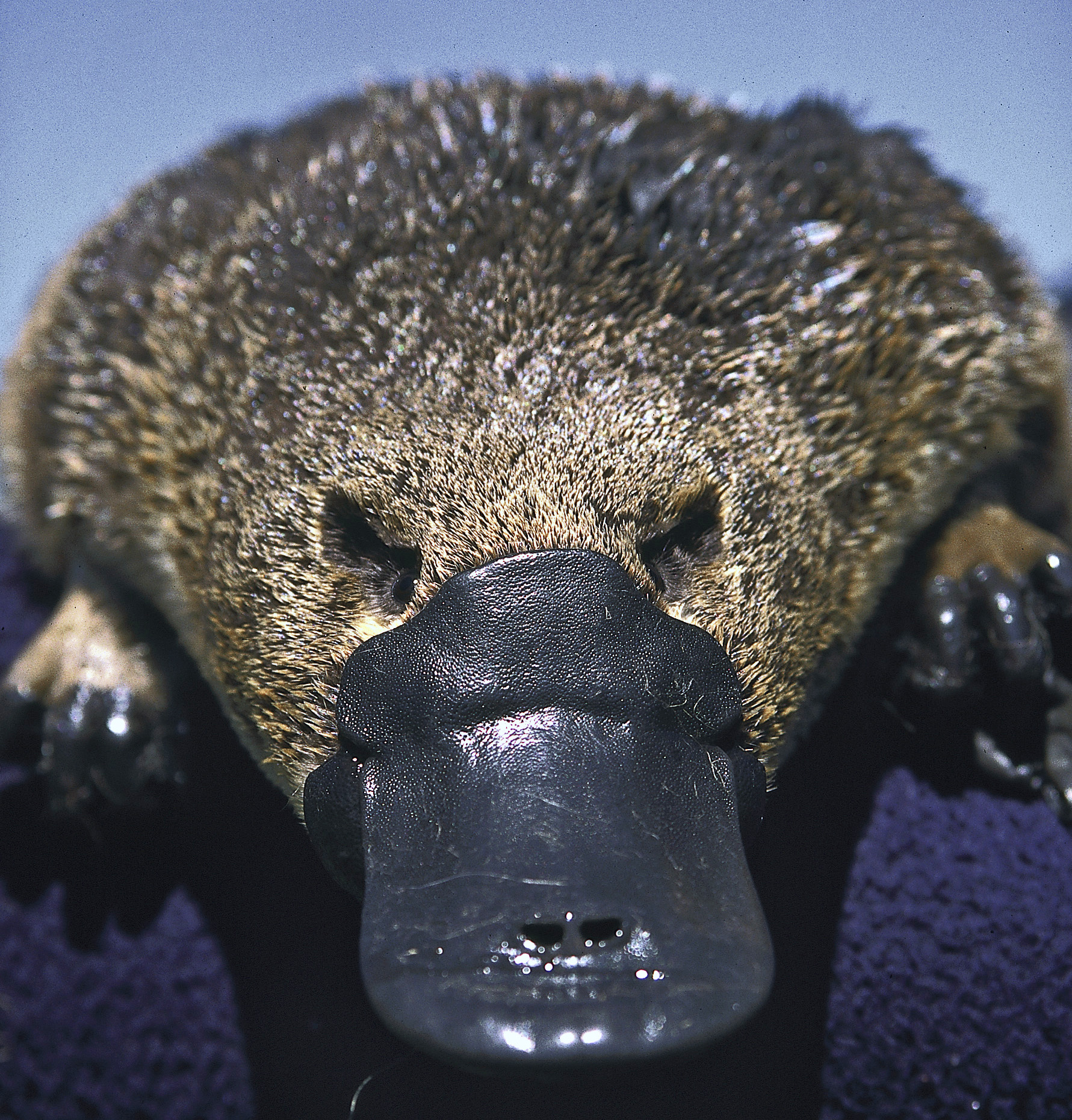
Утконос, Ornithorhynchus anatinus

## Птицы
Австралию населяет более 800 видов птиц, из которых около 350 являются эндемиками этого зоогеографического региона (Эму, Лирохвосты), включая Новую Гвинею, Новую Каледонию (Кагу) и Новую Зеландию (Киви).

### Фотографии птиц Австралии

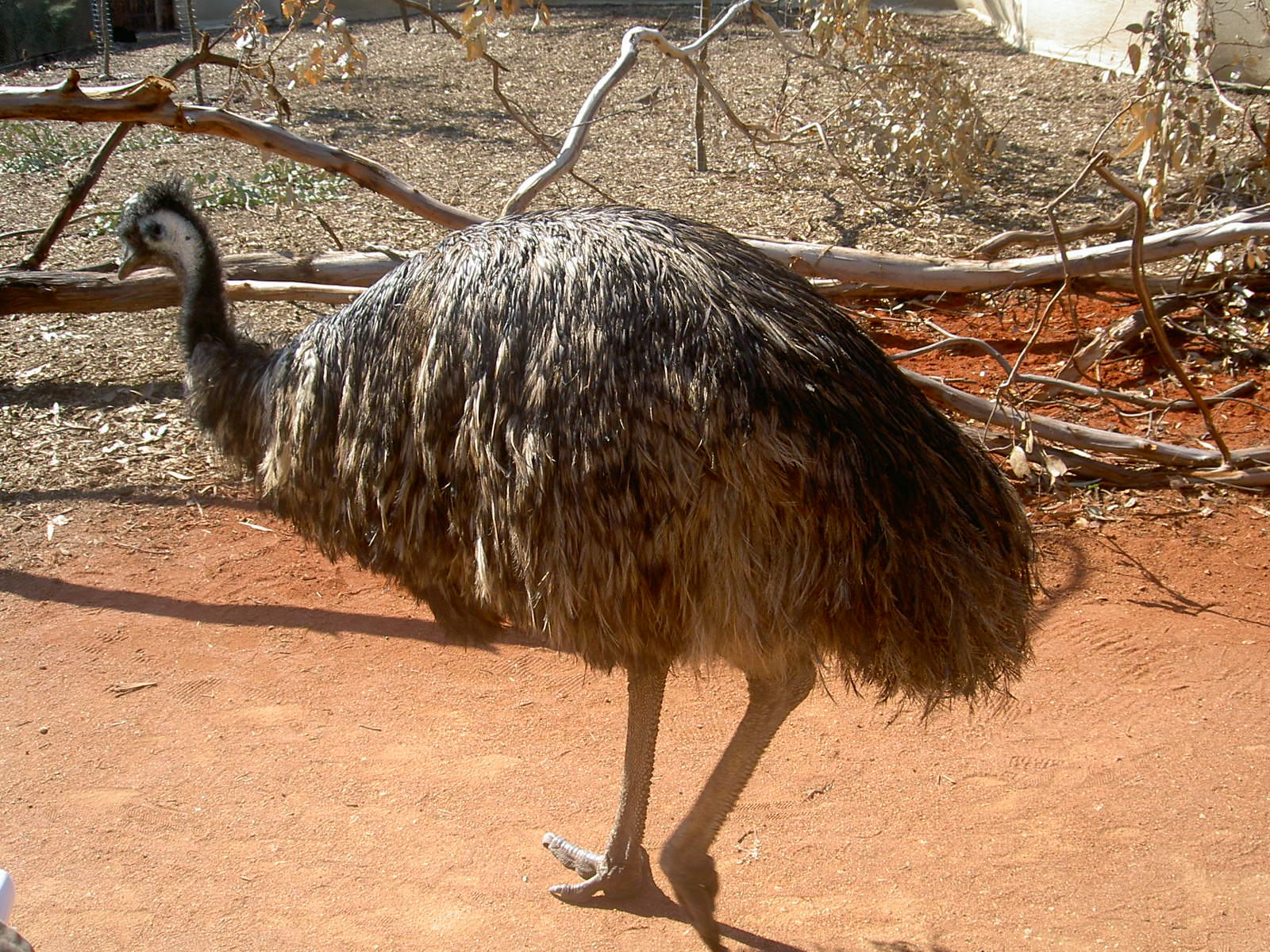
Эму, Dromaius novaehollandiae
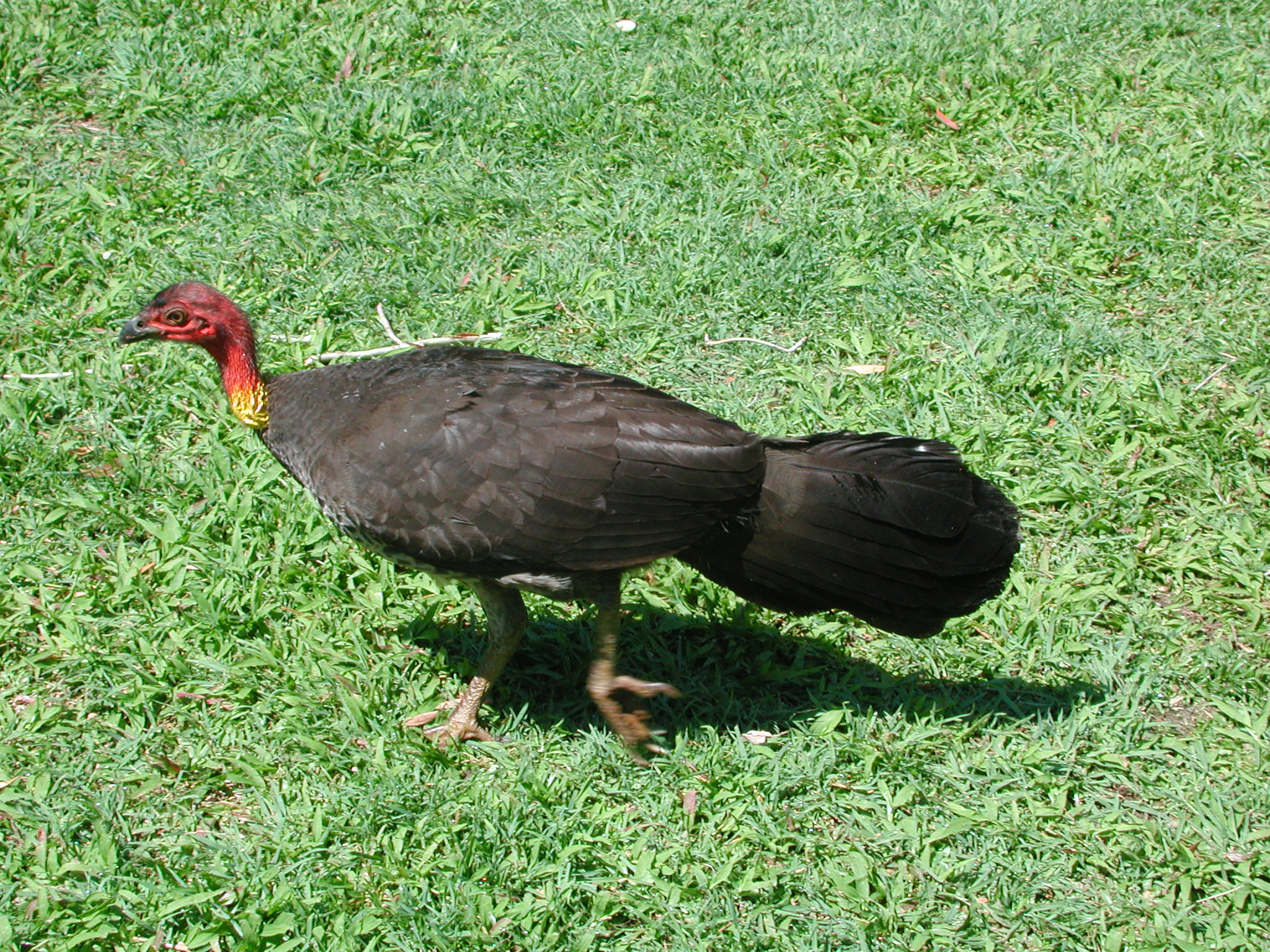
Alectura lathami
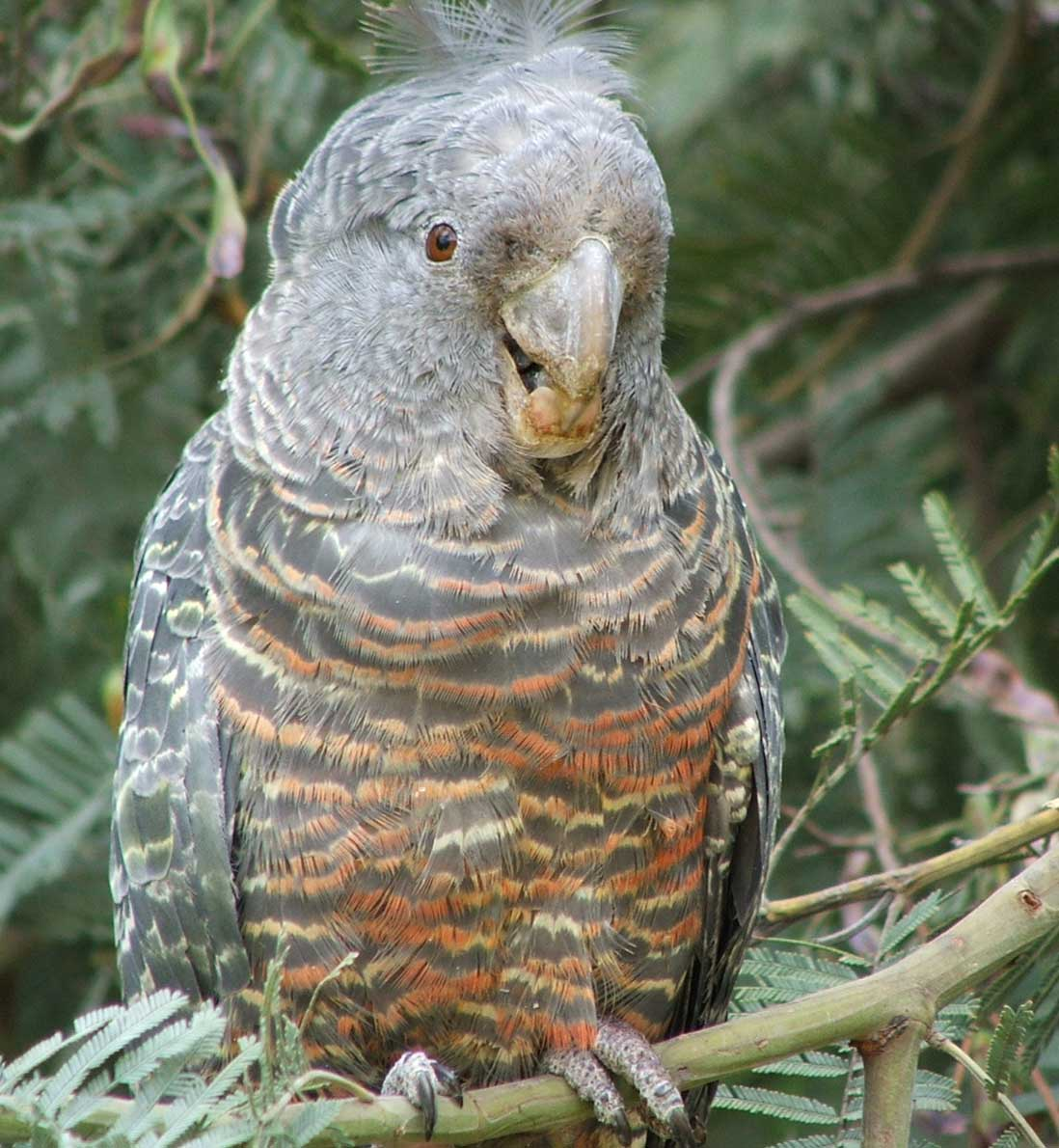
Шлемоносный какаду, Callocephalon fimbriatum
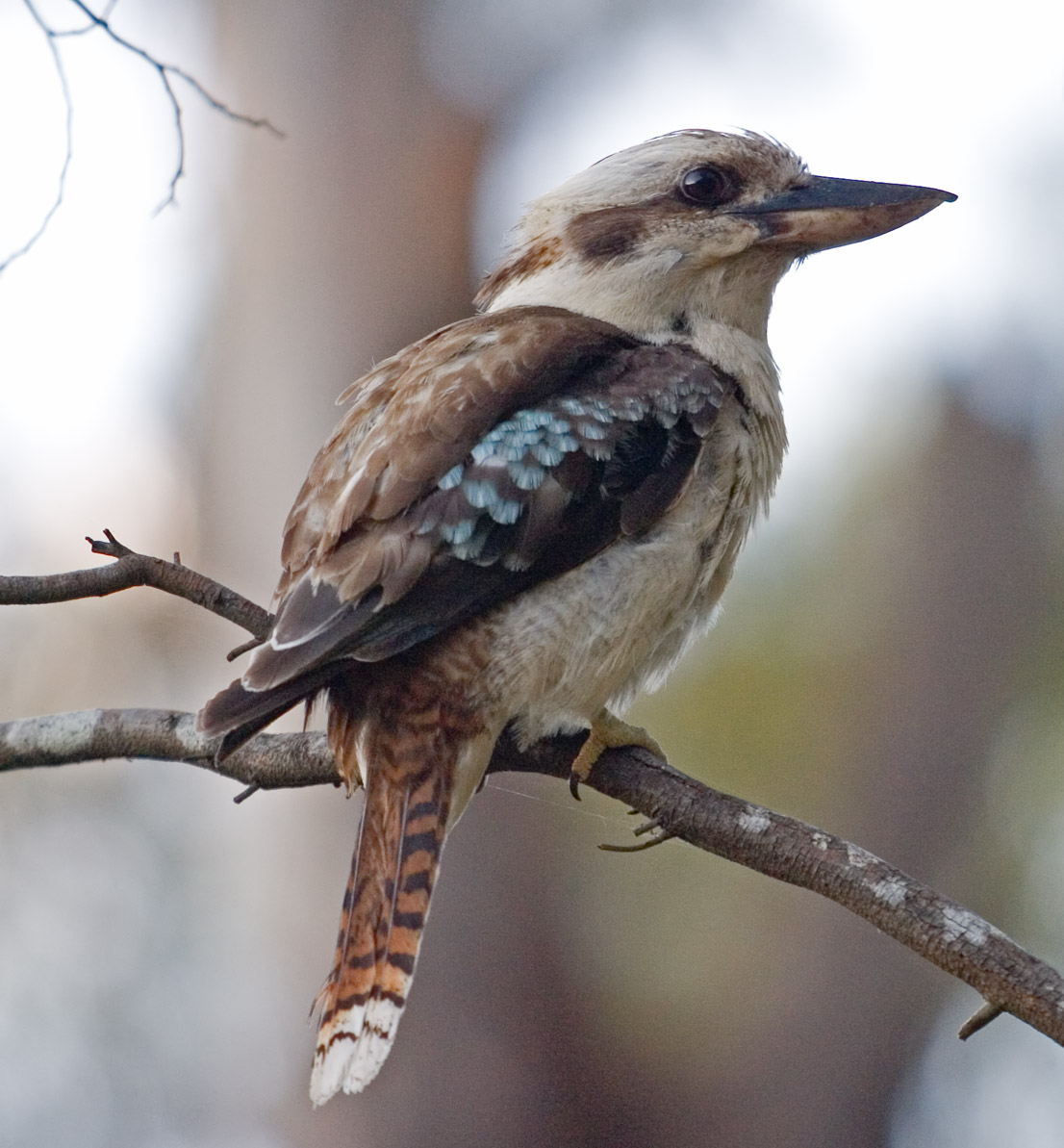
Смеющаяся кукабара, Dacelo novaeguineae

## Пресмыкающиеся
В фауне Австралии насчитывается более 1133 видов пресмыкающихся. Из них 2 вида (австралийский узкорылый и гребнистый крокодилы) относятся к крокодилам, 37 видов — к черепахам, 863 вида — к ящерицам и 229 видов — к змеям.

### Фотографии пресмыкающихся Австралии

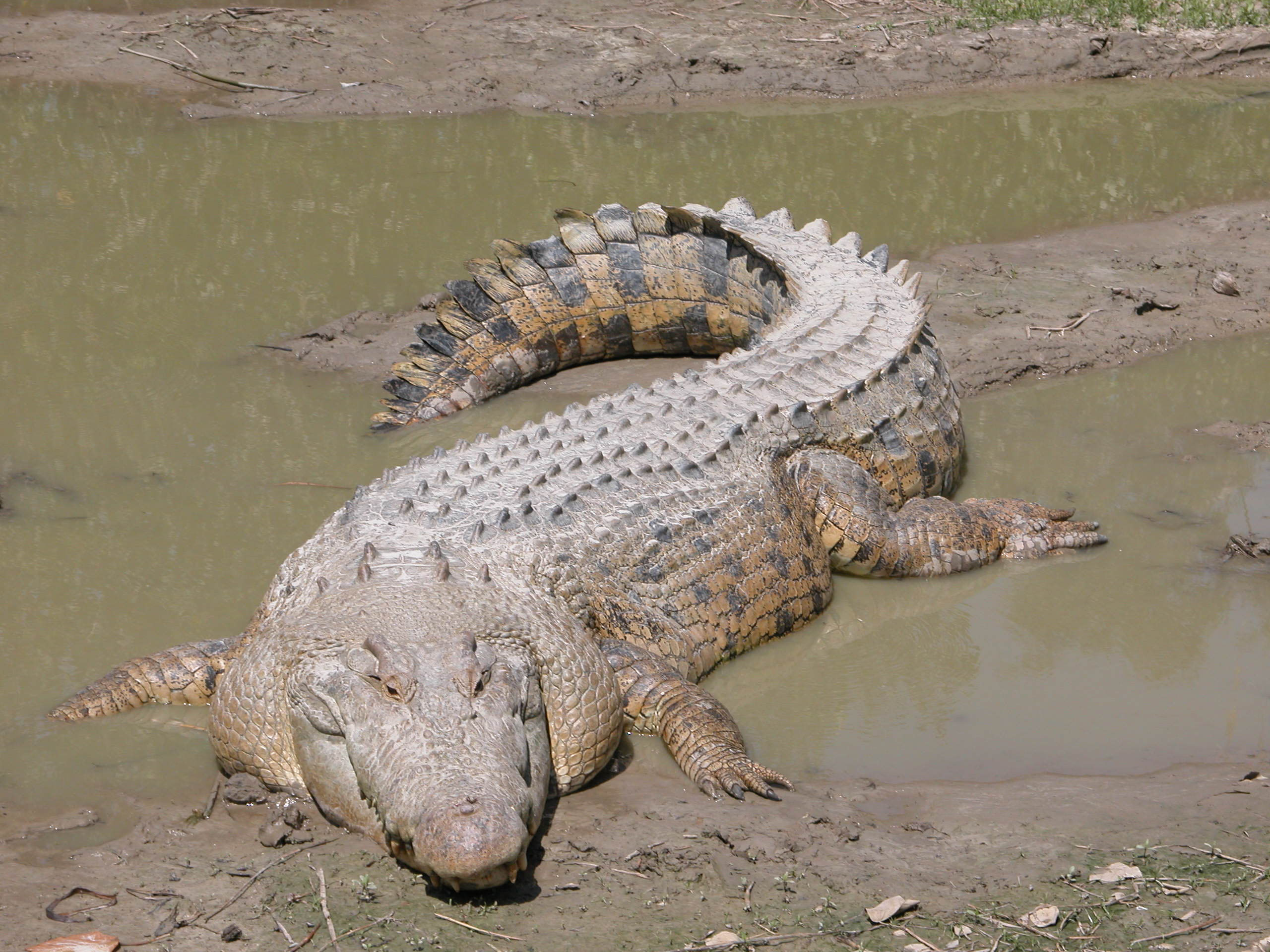
Гребнистый крокодил
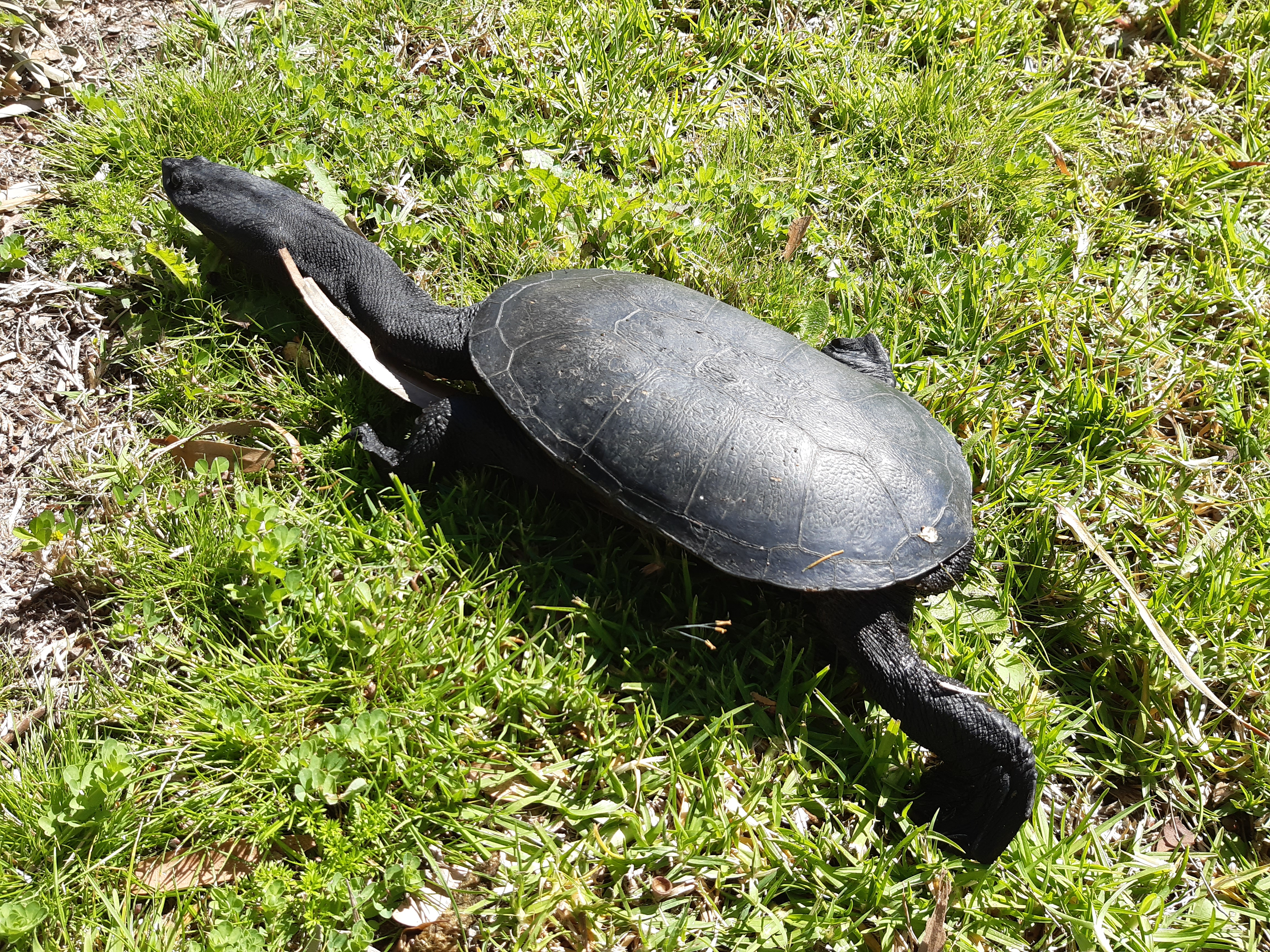
Chelodina colliei
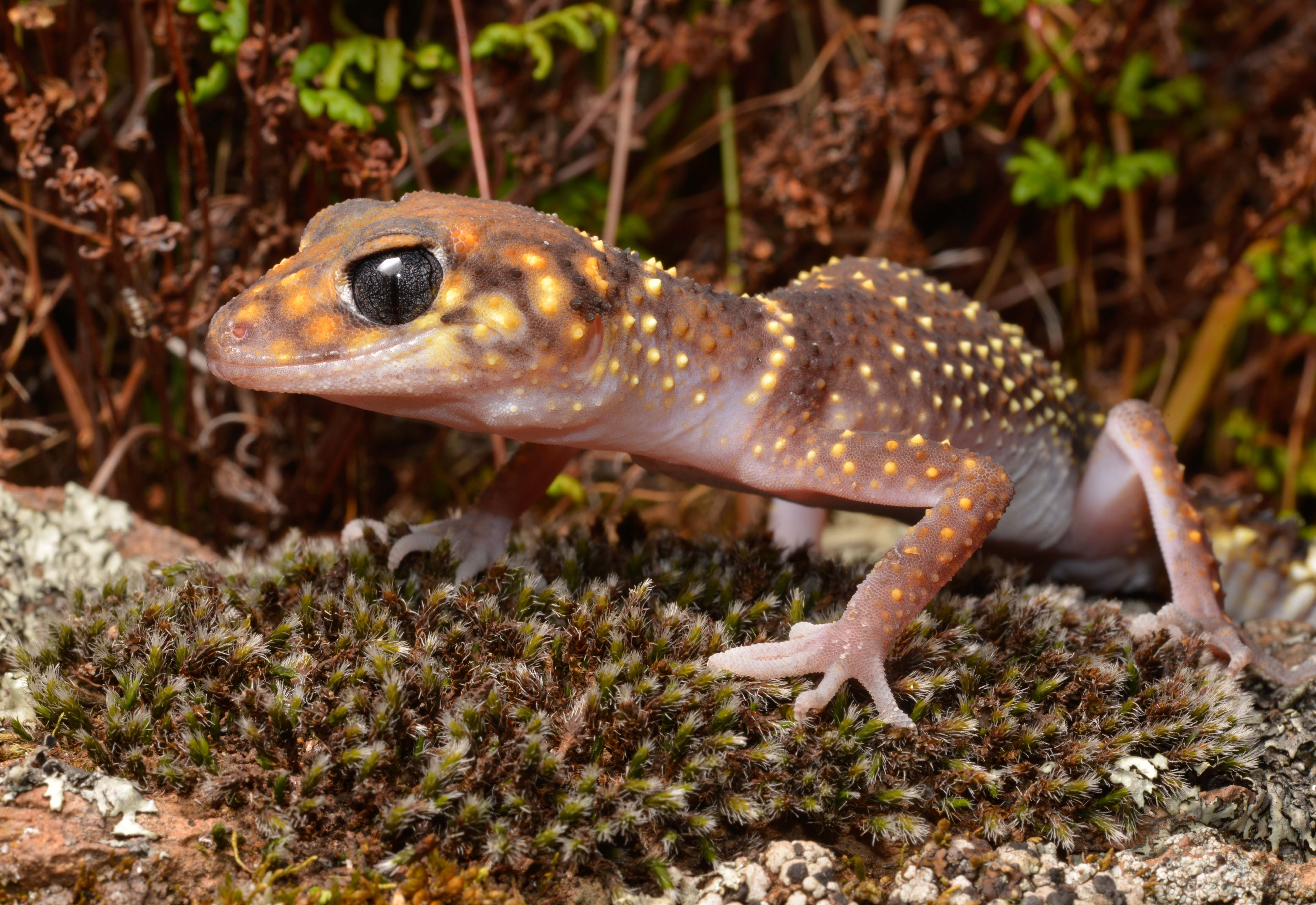
Австралийский толстохвостый геккон
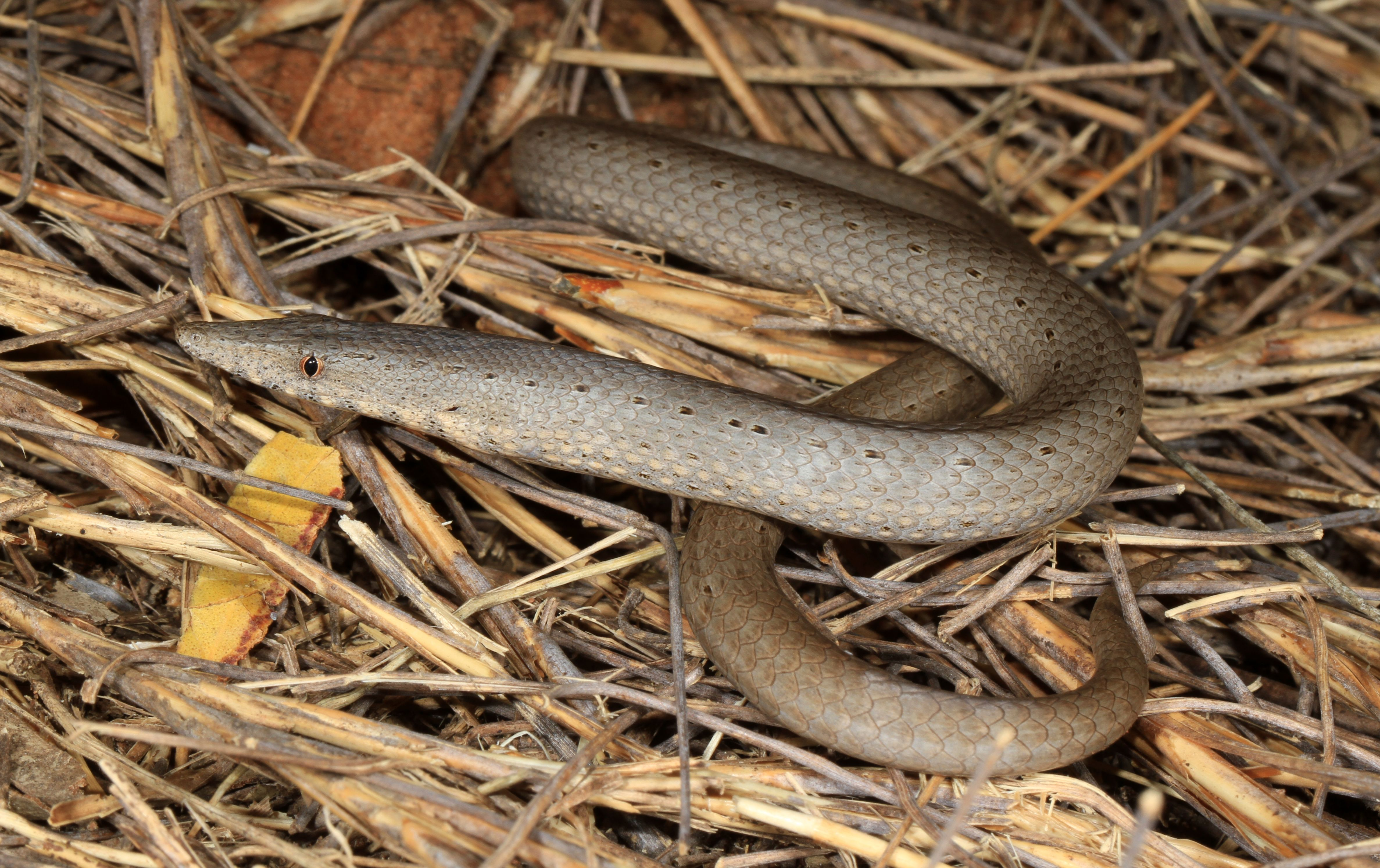
Полосатый лиалис
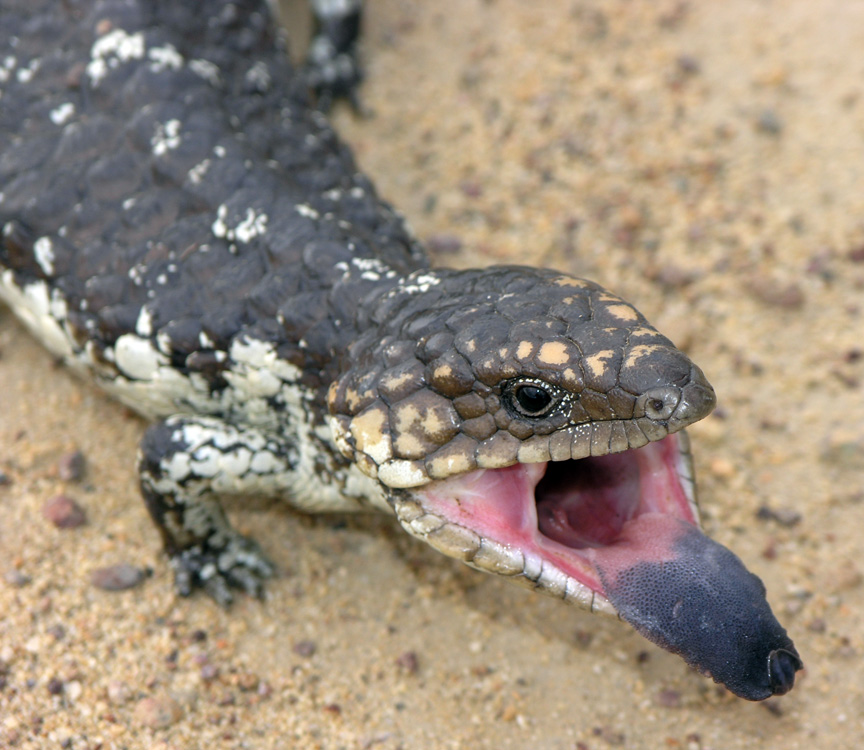
Короткохвостый сцинк
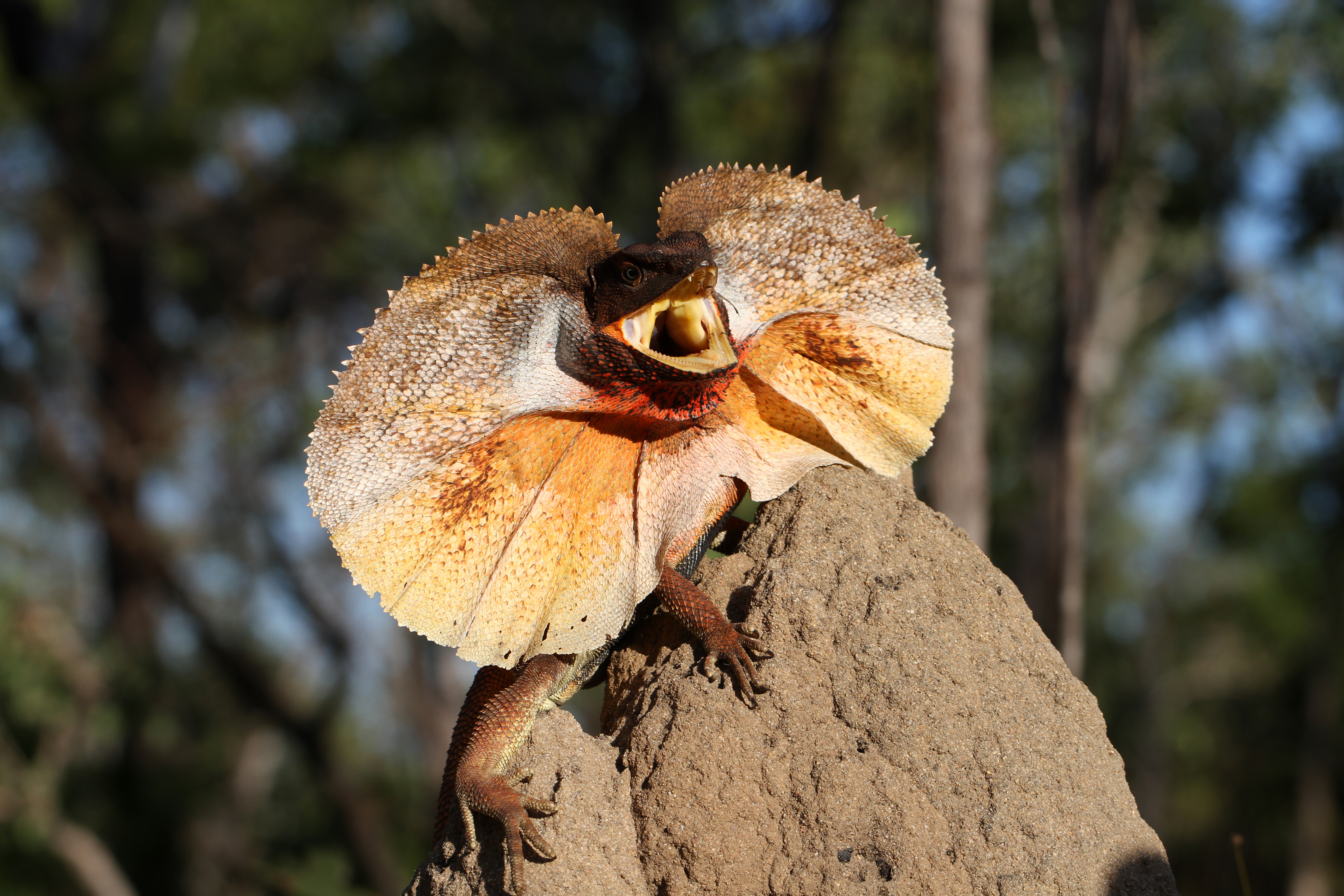
Плащеносная ящерица
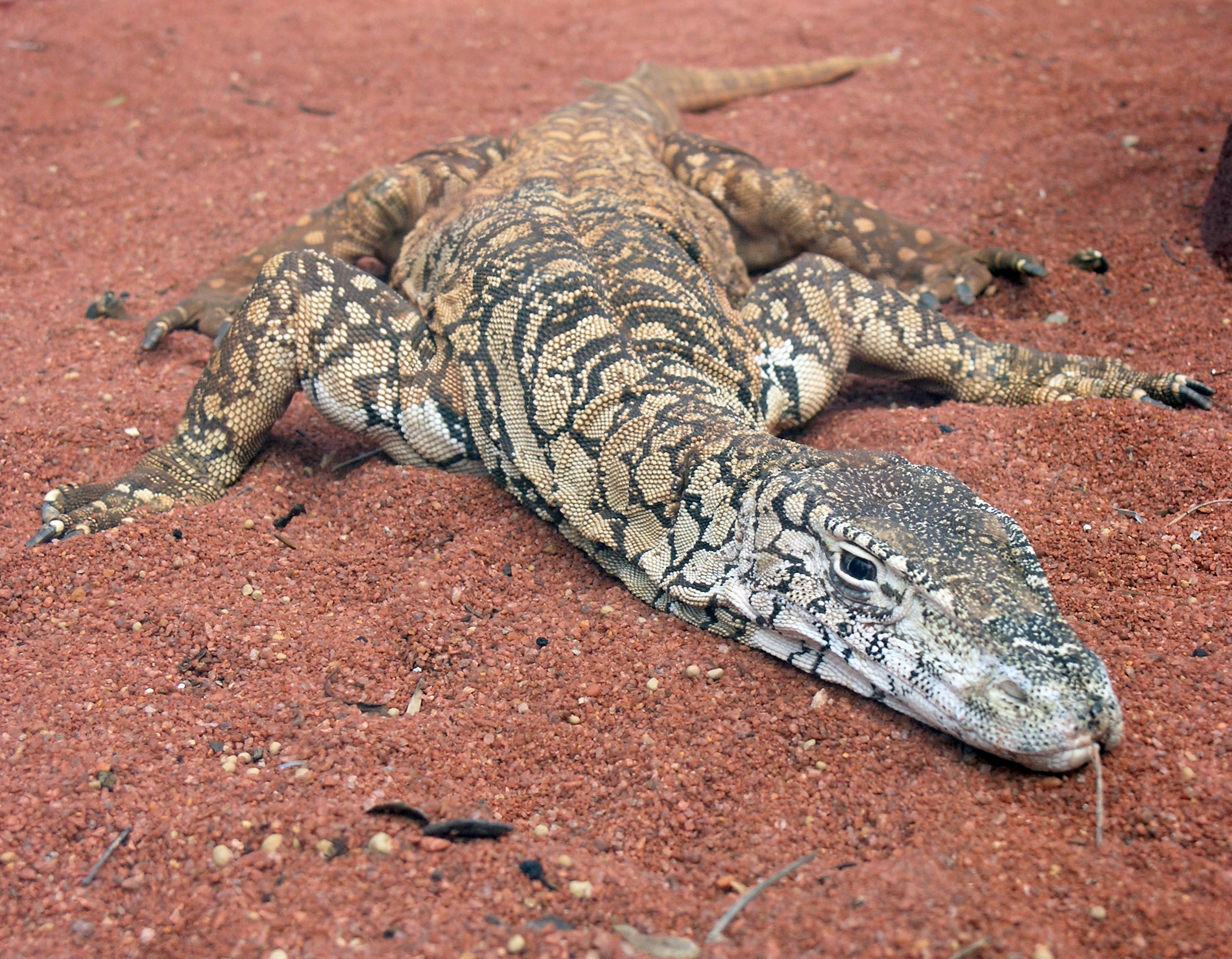
Гигантский варан
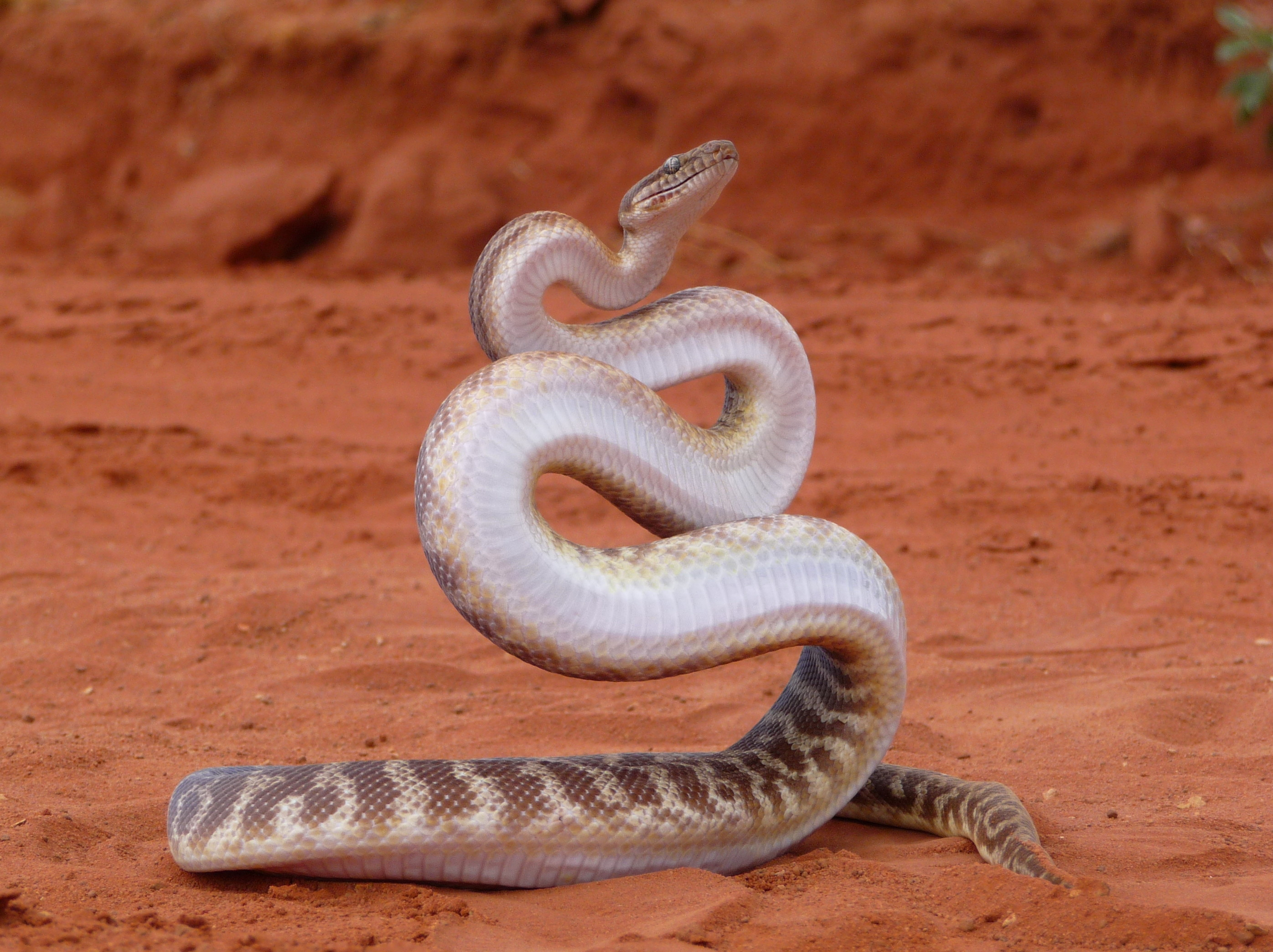
Antaresia stimsoni
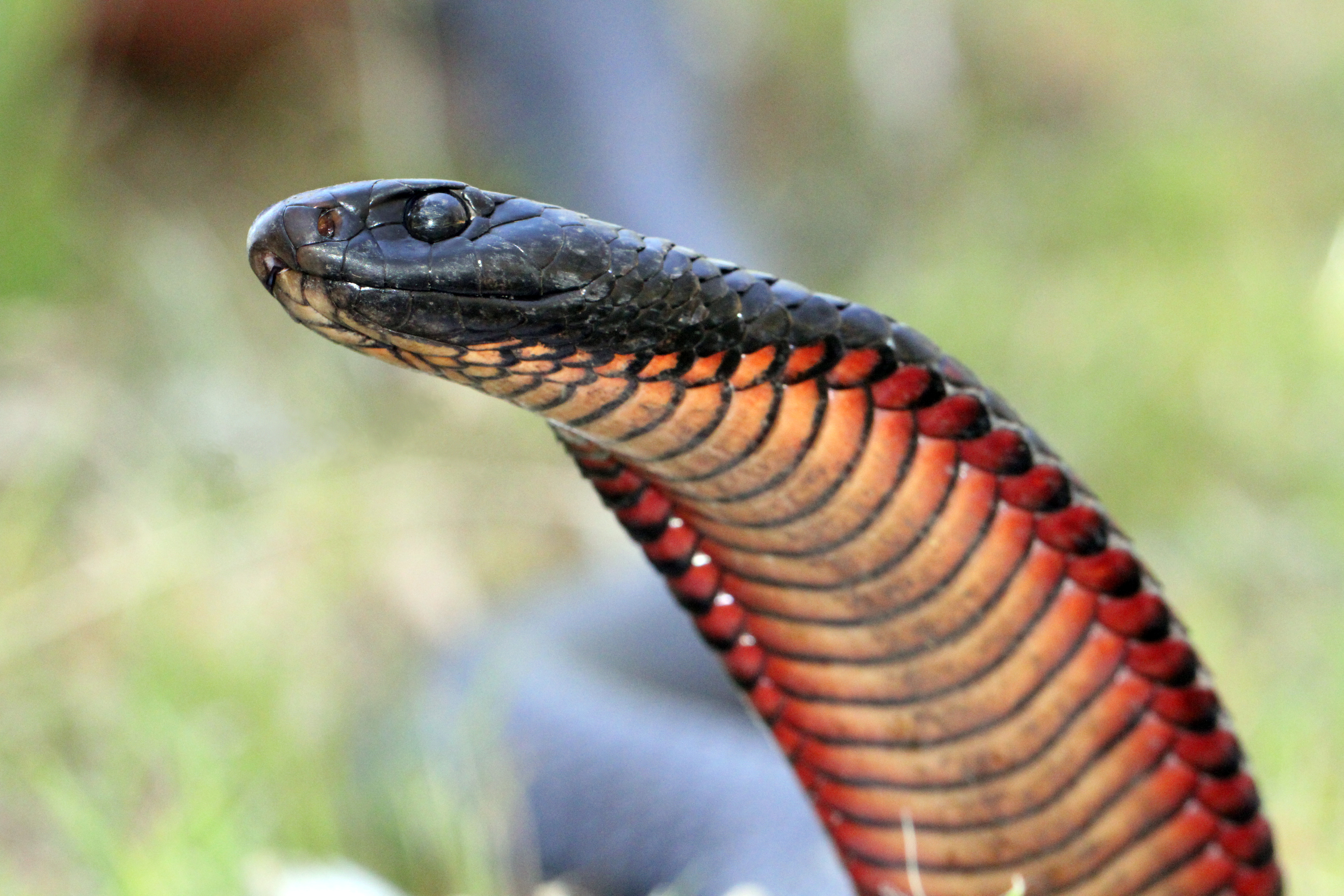
Чёрная змея

## Земноводные
На территории Австралии не представлены хвостатые и безногие земноводные. Бесхвостых земноводных насчитывается 247 видов из 6 семейств:
- Семейство Настоящие жабы (Bufonidae) — представлено единственным интродуцированным видом — жабой-агой.
- Семейство Квакши (Hylidae) — 91 вид, относящийся к подсемейству Pelodryadinae.
- Семейство Limnodynastidae — 41 вид.
- Семейство Узкороты (Microhylidae) — 24 вида.
- Семейство Австралийские жабы (Myobatrachidae) — 89 видов.
- Семейство Настоящие лягушки (Ranidae) — 1 вид — австралийская лягушка[англ.][5].

### Фотографии земноводных Австралии

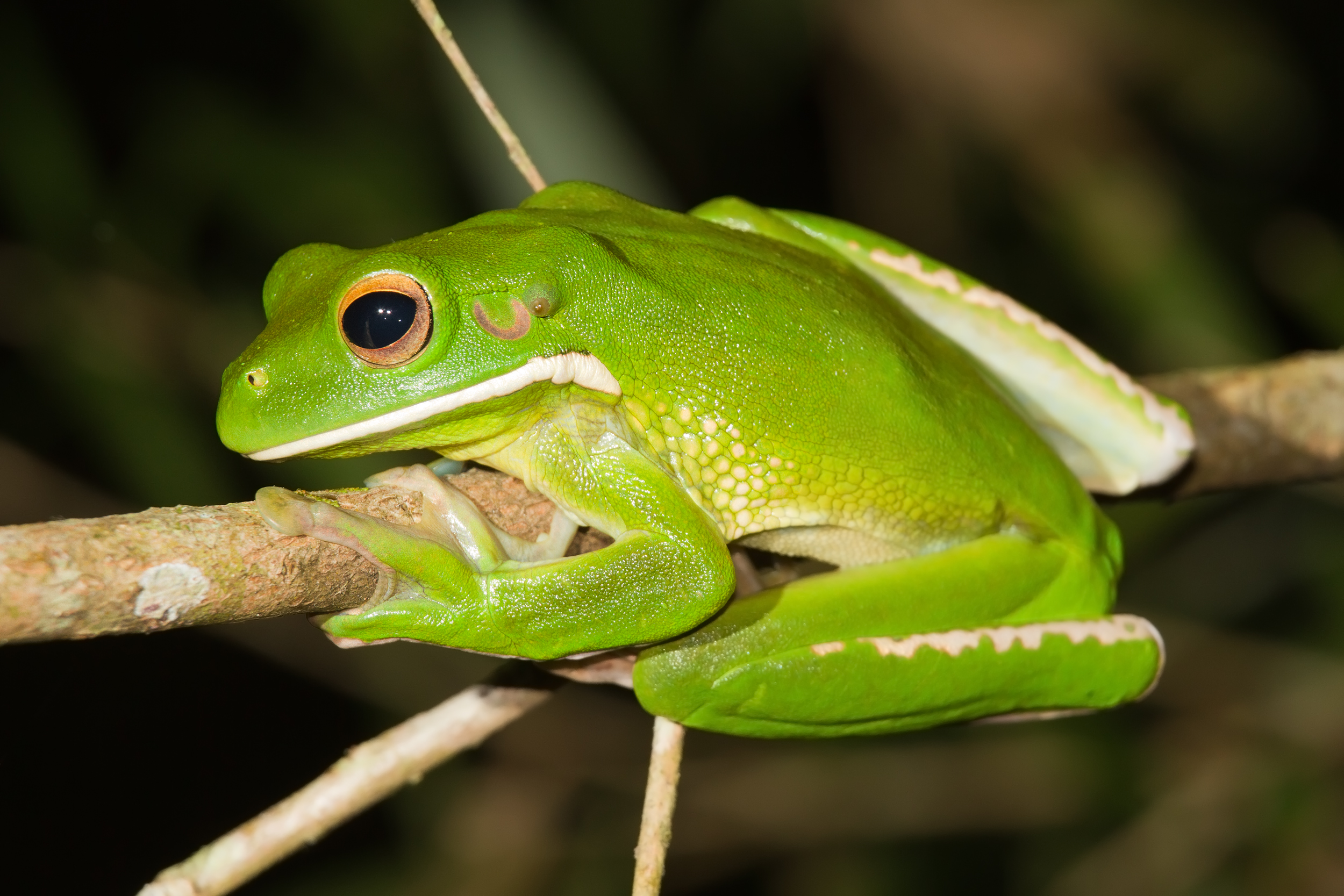
Длинноногая литория
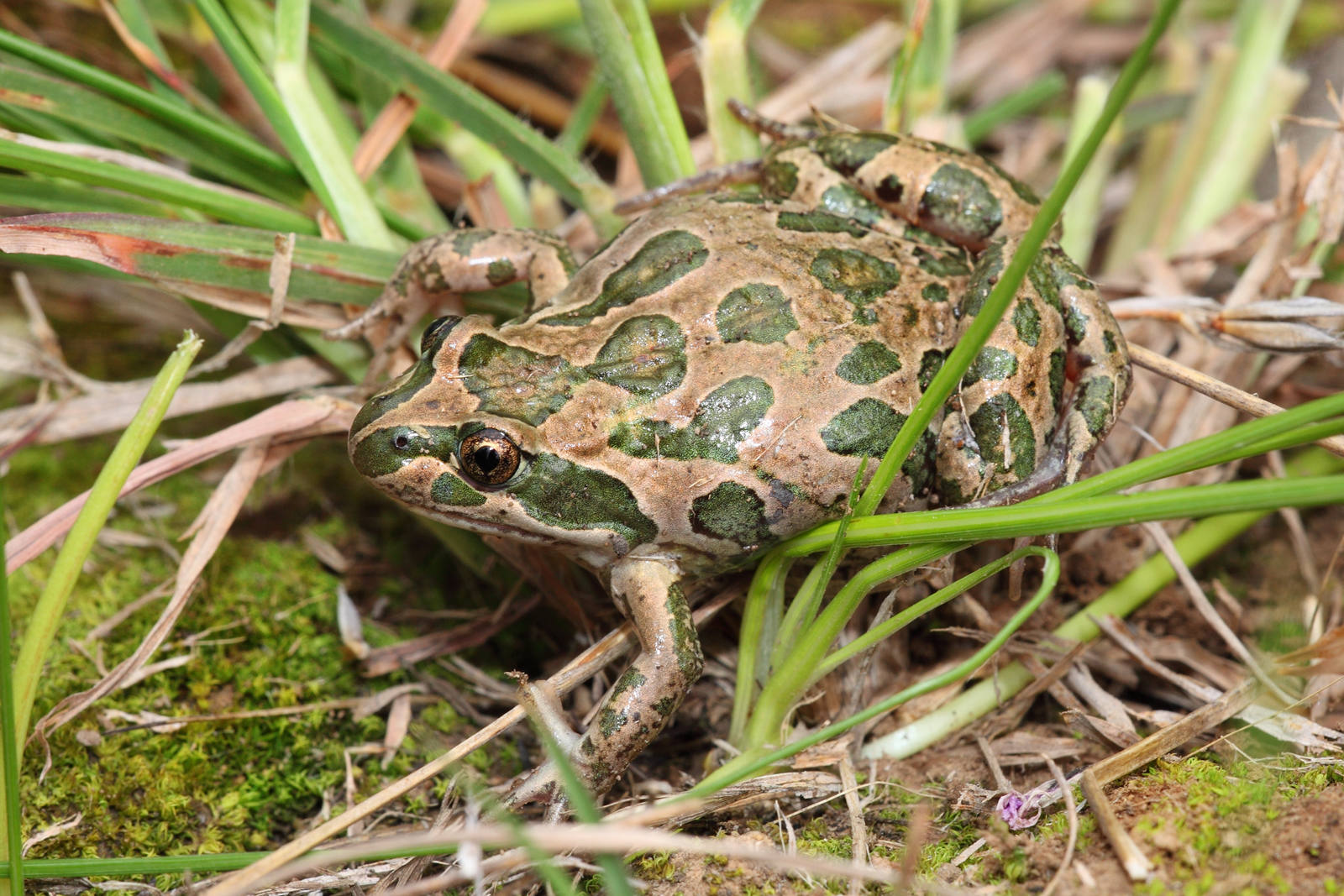
Лягушковидная жаба
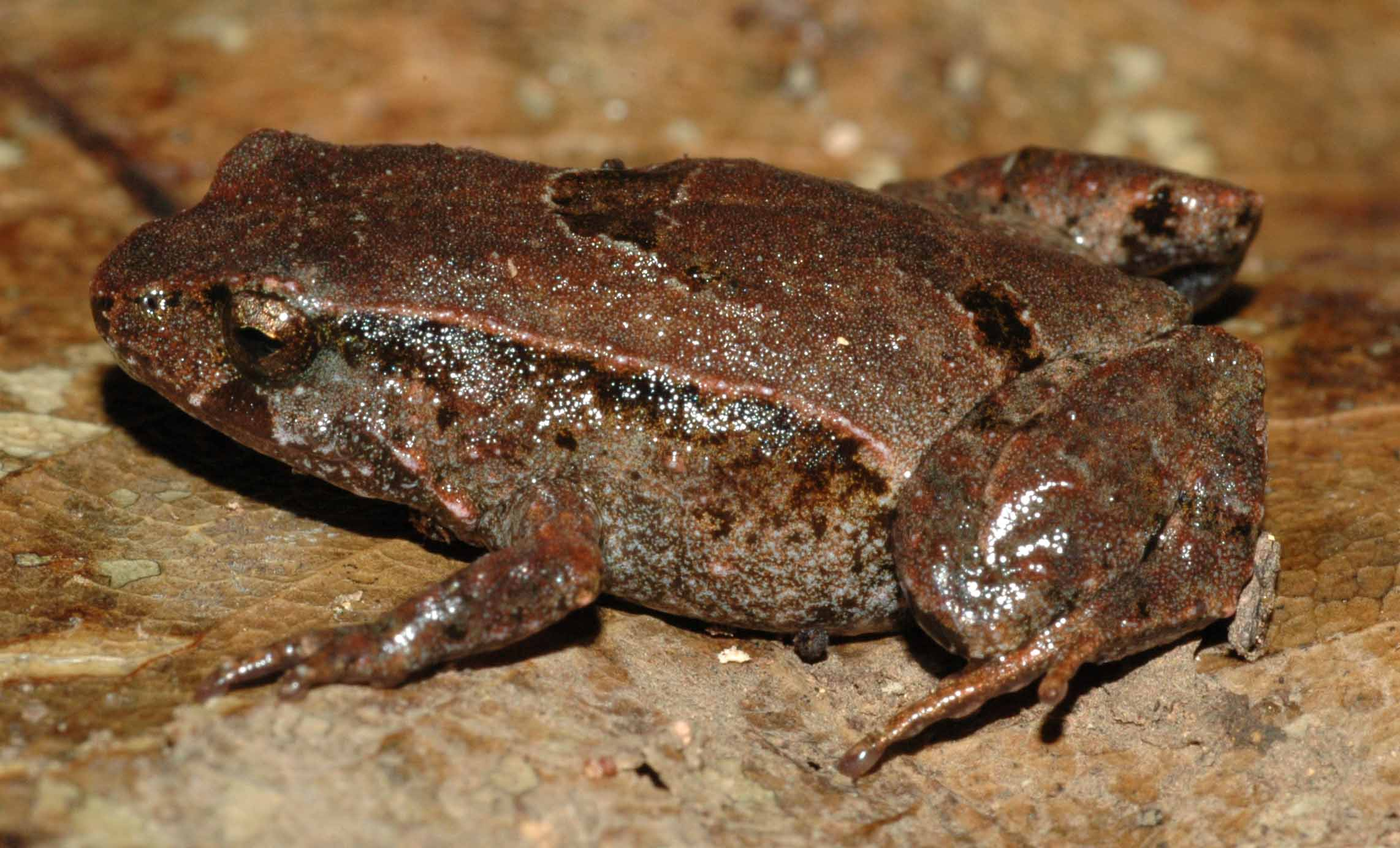
Сумчатая жаба
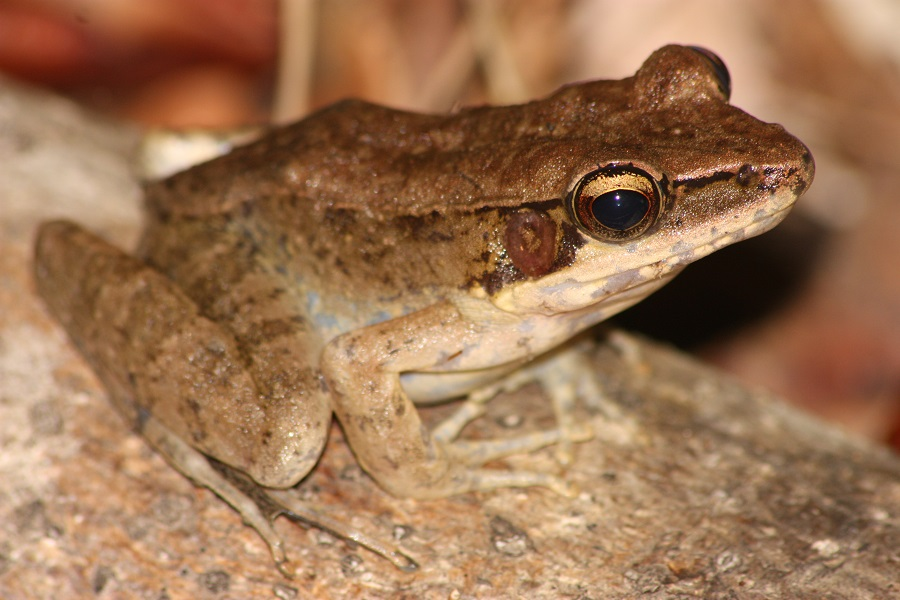
Австралийская лягушка

## Рыбы

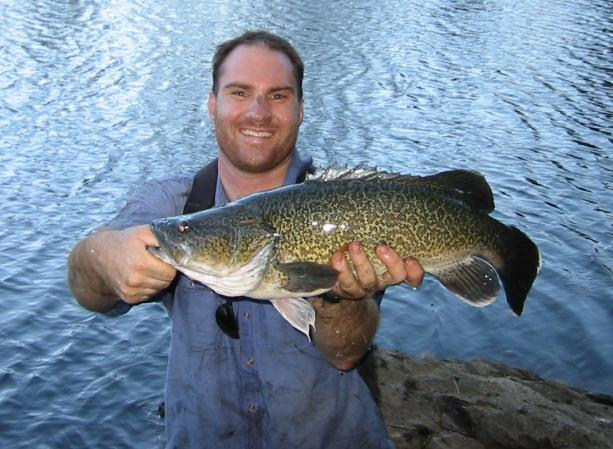
Maccullochella peelii — крупнейшая пресноводная рыба Австралии.

Более чем 4400 видов рыб обнаружены в водах Австралии и окрестностей, из них 90 % эндемики. Но только 170 видов пресноводные.

## Беспозвоночные
Из 200 000 видов животных Австралии почти 96 % приходится на беспозвоночных и 90 % на насекомых и моллюсков.
Среди насекомых наибольшим разнообразием обладает отряд Жесткокрылые, который представлен в Австралии примерно 28 000 видами (главным образом надсемейства Scarabaeoidea и Curculionoidea). Отряд Чешуекрылые (Lepidoptera) представлен здесь 20 816 видами, отряд Перепончатокрылые (Hymenoptera) — 12 781 видами (в том числе муравьи — 1275 видов и подвидов). Отряд Двукрылые (Diptera, комары и мухи) — 7786 видов.
- Список перепончатокрылых Австралии

Фауна клещей (Acari) Австралии включает 2700 видов из 240 семейств (по отрядам: Astigmata — 330 видов, Oribatida — 330, Prostigmata — 1270, Ixodida — 80, Holothyrida — 3, Mesostigmata — 675). Крупнейшие семейства: Atopomelidae (98 видов), Steganacaridae (63), Eriophyidae (49), Trombiculidae (114), Tetranychidae (54), Frythraeidae (102), Ixodidae (68), Laelapidae (147), Phytoseiidae (109) и Rhinonyssidae (90).
Австралия известна многочисленными эндемиками среди паукообразных.
- Список паукообразных Австралии